# EVE (アルバム)
『EVE』（イヴ）は、日本のコーラス・グループであるEVEが1990年10月21日にリリースした5枚目のオリジナルアルバムである。

## 概要
前作『極東ダンス倶楽部』から2年ぶりのオリジナルアルバム。
全曲通して、歌詞が日本語となっており、オリジナルバージョンが英語である「恋はパッション」「Tra-la-la」「HAPPY VACATION」の3曲は杓井カズオの手によって日本語に改変されている。

## 批評
『CDジャーナル』は、「なんとかならないのか『おじんギャル』って言葉。『センチメンGALじゃ〜に〜』が、そういう歌なんですよ。EVEが本来、持っているいい下世話さとあんまりクロスしていない。ナンシー関さんもこの件では、お怒りでした。」と批評した。

## 収録曲
| #         | タイトル                              | 作詞                                               | 作曲                            | 編曲       | 時間  |
| --------- | ------------------------------------- | -------------------------------------------------- | ------------------------------- | ---------- | ----- |
| 1.        | 「センチメンGALじゃ〜に〜」           | 中村泰士                                           | 井上大輔                        | 中村哲     | 4:38  |
| 2.        | 「Medley Part III 〜OJINGAL PARTY〜」 |                                                    |                                 | 山本健司   | 5:08  |
| 3.        | 「恋はパッション」                    | Brian Richy 日本語詞：杓井カズオ                   | 作曲研究所                      | Mark Davis | 4:43  |
| 4.        | 「Tra-la-la」                         | Clara & Lilika 日本語詞：杓井カズオ                | Mark Davis                      | Mark Davis | 4:17  |
| 5.        | 「HAPPY VACATION」                    | クララ新里 日本語詞：杓井カズオ                    | Mark Davis                      | 佐久間正英 | 3:16  |
| 6.        | 「JOSEPH! JOSEPH!」                   | Nellie Casman, Samuel Steinberg 日本語詞：及川眠子 | Nellie Casman, Samuel Steinberg | 鷺巣詩郎   | 4:16  |
| 合計時間: | 合計時間:                             | 合計時間:                                          | 合計時間:                       | 合計時間:  | 26:18 |

## 楽曲解説
1. センチメンGALじゃ〜に〜
  - 先行シングル。NHK総合『歌謡パレード』オリジナルソング。
2. Medley Part III 〜OJINGAL PARTY〜
  - 1980年代後半から1990年代前半の歌謡曲のカバーメドレー。楽曲は以下の通り。

  1. 太陽のKomachi Angel / B'z
  2. TIMEシャワーに射たれて / 久保田利伸
  3. 愛が止まらない 〜Turn it into love〜 / Wink
  4. リフレインが叫んでる / 松任谷由実
  5. Diamonds (ダイアモンド) / プリンセス プリンセス
  6. ストレス / 森高千里
  7. Dear Friend / 中森明菜
  8. くちびるから媚薬 / 工藤静香
  9. 太陽のKomachi Angel / B'z
3. 恋はパッション
  - 1987年にリリースされたシングル「恋はパッション」の日本語バージョン。
4. Tra-la-la
  - 1987年にリリースされたシングル「恋はパッション」のB面曲の日本語バージョン。
5. HAPPY VACATION
  - 1988年にリリースされたベストアルバム『BEST SONGS OF EVE』に収録されている同名楽曲の日本語バージョン。
6. JOSEPH! JOSEPH!
  - 先行シングル。原曲は、1923年に発表された「Yossel Yossel」で、1938年にアンドリューズ・シスターズが「Joseph, Joseph」のタイトルでカバーされたものを基に、及川眠子が日本語に歌詞を書き直した上でEVEがカバーした。
  - フジテレビ系『ニューヨーク恋物語II 男と女』主題歌。